# Žalobce
Žalobce (lat. actor, angl. plaintiff, fr. demandeur, něm. Kläger) je ten, kdo podal k soudu žalobu, jíž se domáhá svého práva proti žalovanému. Je jedním z účastníků sporného soudního řízení, v němž soud jeho žalobu projednává.
Dřívější československý občanský soudní řád z roku 1950, stejně jako nynější český občanský soudní řád ve znění účinném do 31. prosince 2000 označovaly žalobce jako navrhovatele (a žalovaného jako „odpůrce“).
V trestním řízení se termín žalobce obvykle nepoužívá, roli veřejné žaloby plní státní zástupce, který podává obžalobu.